# San Miguel del Río (Michoacán)
San Miguel del Río es una localidad del estado mexicano de Michoacán. Es parte del municipio de Coahuayana.

## Demografía
| Censo | Población |
| ----- | --------- |
| 1930  | 41        |
| 1940  | 17        |
| 1950  | 85        |
| 1960  | 22        |
| 1970  | 243       |
| 1980  | 127       |
| 1990  | 102       |
| 1995  | 85        |
| 2000  | 84        |
| 2005  | 59        |
| 2010  | 31        |
| 2020  | 73        |